# Bataille de Manado
Notes
Les exécutions après la bataille ne sont pas inclus dans les pertes néerlandaises (nombre incertain)
Seconde Guerre mondiale
Batailles
Invasion des Indes orientales néerlandaises
- Bornéo (1941-1942)
- Manado
- Tarakan (1942)
- Balikpapan (1942)
- Amboine
- Makassar
- Sumatra
- Badung
- Timor
- Première bataille de la mer de Java
- Détroit de la Sonde
- Java
- Seconde bataille de la mer de Java

La bataille de Manado est une bataille de la campagne du Pacifique pendant la Seconde Guerre mondiale. Elle s'est déroulée du 11 au 13 janvier 1942 à Manado sur la partie nord des Célèbes, dans les Indes néerlandaises (Indonésie), lors de la campagne des Indes orientales néerlandaises.

## Défenses de Manado
Les forces néerlandaises de Manado comptaient environ 1 500 hommes sous le commandement du major B.F.A. Schillmöller.
- Compagnie Menado ; unité indigène de 188 hommes. Cette compagnie est renforcée avec deux ou trois sections de mitrailleuses Vickers et est commandée par le capitaine W.F.J. Kroon.
- Mobiele Colonne ; cette unité mobile compte environ 45 hommes et est commandée par le sergent-major A.J. ter Voert. Elle est destinée à lutter contre les parachutistes japonais.
- Reserve Korps Oud Militairen (RK) ; cette unité est composée de cinq compagnies du KNIL retraité — une moyenne d'âge de plus de 50 ans — et est commandée par le Capitaine W.C. van den Berg.
- Kort Verband Compagnie (KV) de neuf brigades sous le commandement du Capitaine J.D.W.T. Abbink.
- Europese Militie en Landstorm Compagnie (European Militia) ; environ 200 hommes forts mais peu entraînés, commandés par le 1er Lieutenant F. Masselink.
- Menadonese Militie Compagnie (Native Militia) ; environ 400 troupes indigènes sous le commandement du Capitaine J.H.A.L.C. de Swert.
- Stadswacht (équivalent d'Home Guard) ; environ 100 hommes forts armés de vieux fusils de chasse et commandés par le 1er Lieutenant M.A. Nolthenius de Man.
- Deux canons d'artillerie (75 mm Lang 35 modèle 1902)
- Trois vieux canons navals de 37 mm ; placés sur des camions, servant à défendre le lac Tondano.

Avec une telle force limitée, le major Schillmöller devait défendre les aérodromes de Langoan (Langowan) (Manado II) et de Mapanget (Manado I), et la base navale de Tasoeka et Manado.

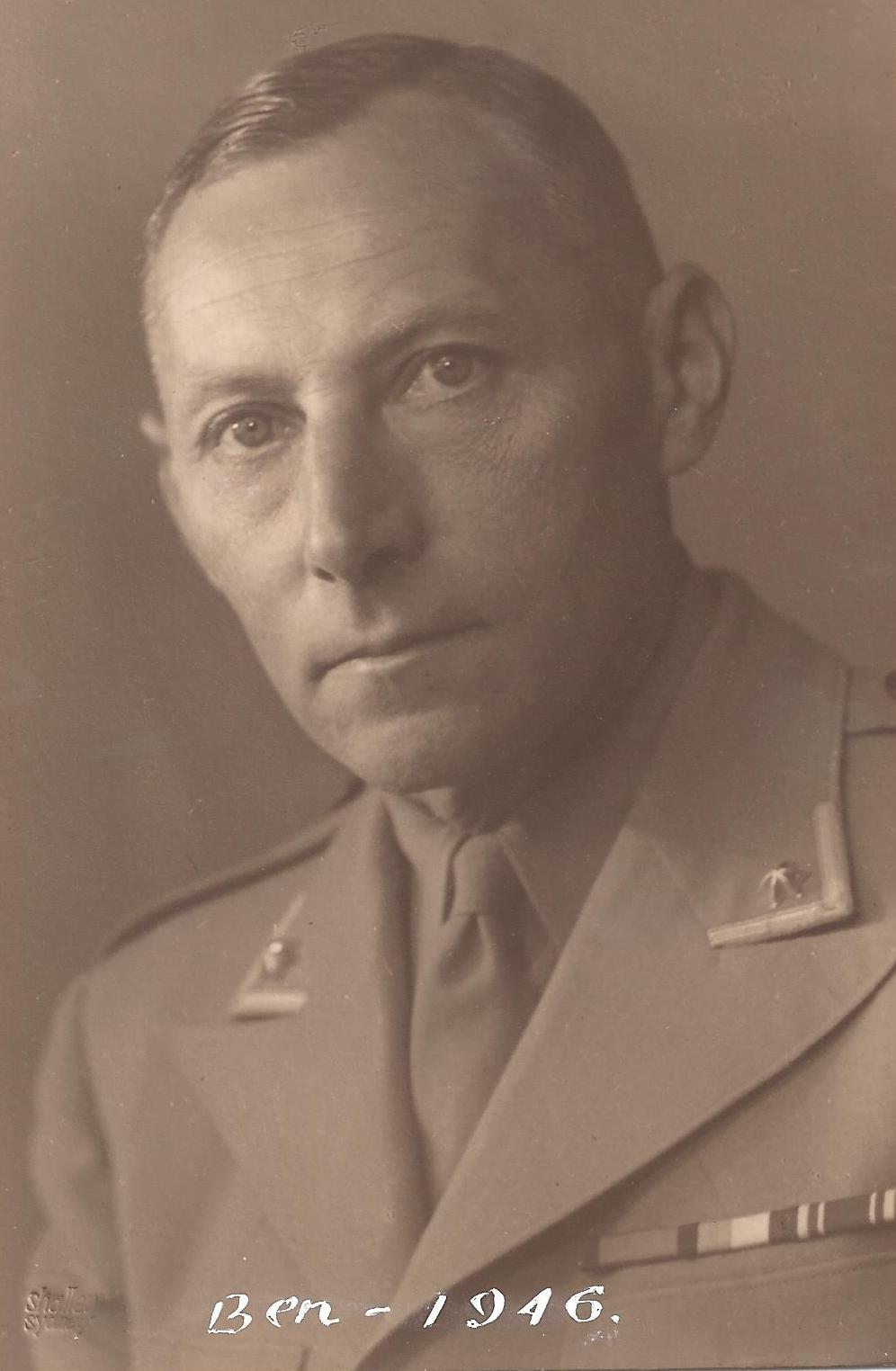
Major B.F.A. "Ben" Schillmöller à Sydney, en Australie, en 1946. Il est libéré en septembre 1945 d'un camp de prisonniers de guerre japonais en Indonésie.

## Forces japonaises et planification
La principale flotte japonaise - qui lança l'attaque contre les Indes orientales néerlandaises - était sous le commandement du Vice-amiral Ibō Takahashi et devait débarquer à Manado, Kendari, Ambon, Makassar, au Timor et à Bali. La Marine impériale japonaise prévoyait d'utiliser la « Force Combinée de Débarquement de Sasebo » (FCD) ainsi que la 1re « Force Navale Spéciale de Débarquement de Yokosuka » (FNSD) comme unité de parachutistes.

### Force Combinée de Débarquement de Sasebo
Le FCD de Sasebo compte environ 2 500 hommes sous le commandement du Capitaine Kunizo Mori. Elle avait été formée temporairement à partir de la 1re FNSD de Sasebo et des unités du 2e FNSD de Sasebo. Une compagnie de chars légers Type 95 Ha-Go est attachée à l'unité. Le FCD de Sasebo partirait de Davao le 9 janvier et l'attaque commencerait aux premières heures du 11 janvier. Le force atterrirait sur la côte de la péninsule des deux côtés de la ville de Manado, l'occuperait, puis avancerait vers Kakas le jour suivant. Le deuxième FCD de Sasebo atterrira à Kema du côté sud-est de la péninsule et avancera vers Kakas et le lac Tondano.

### 1reForce Navale Spéciale de Débarquement de Yokosuka

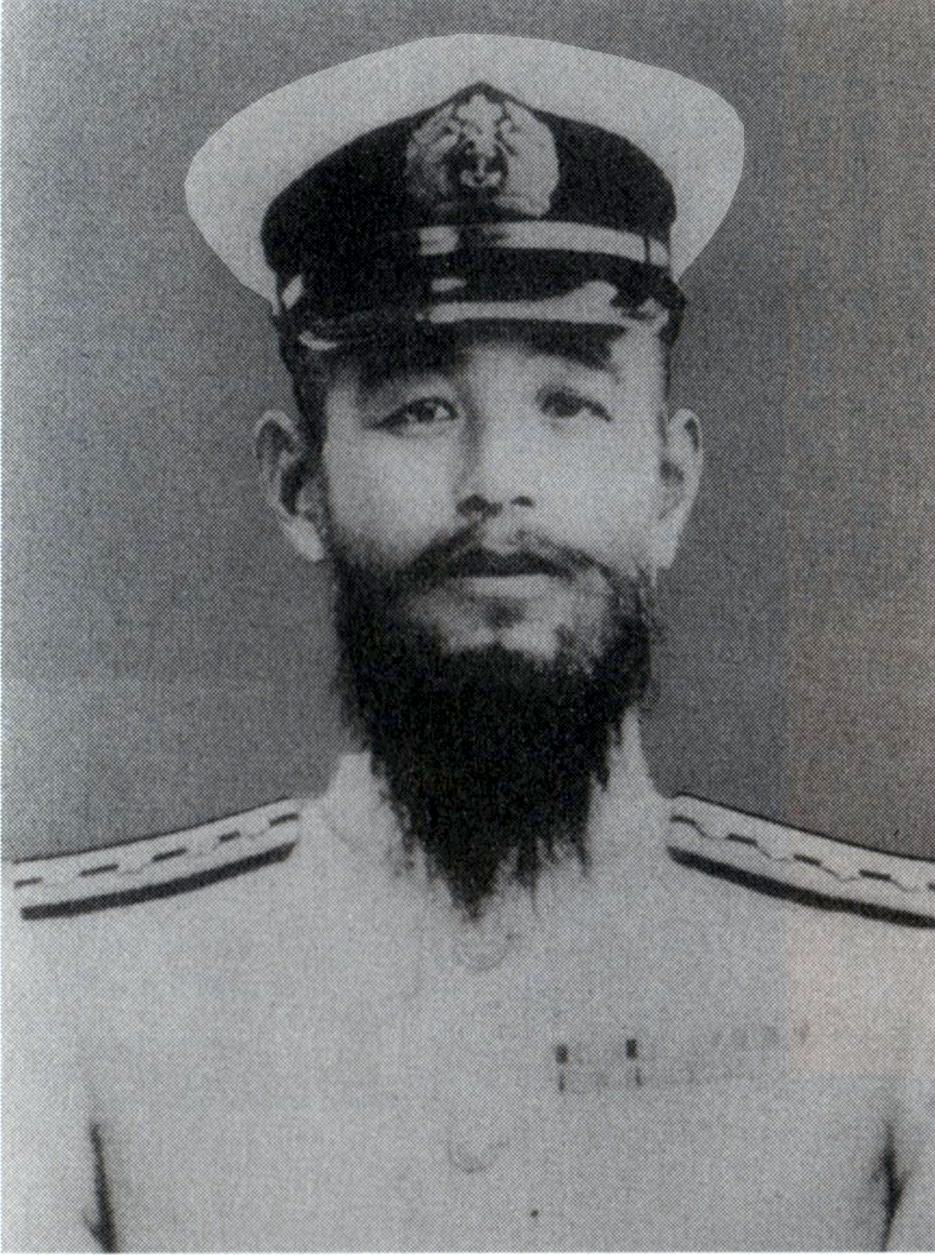
Le Commandant Toyoaki Horiuchi, à la tête de la 1re Force Navale Spéciale de Débarquement de Yokosuka.

La 1re FNSD de Yokosuka est une unité de parachutistes dirigée par le commandant Toyoaki Horiuchi (en). Les troupes voleraient à environ 380 mi (610 km) de Davao (Philippines) et sauteraient par-dessus Langoan pour capturer l'aérodrome. Le 1er "Drop Group" sauterait à 09 h 30 le 11 janvier. Il est composé de 334 hommes, organisés en une unité HQ (44 hommes), une unité Signal (14 hommes) et deux compagnies de fusiliers (139 hommes et 137 hommes respectivement). La 1re compagnie attaquerait Langoan pendant que la 2e capturerait la base d'hydravion à Kakas.
Le 2e "Drop Group", composé de la 3e Compagnie, sauterait sur l'aérodrome de Langoan le 12 janvier en tant que renforts. Vingt-deux hommes partiraient le 11 à bord de deux hydravions Kawanishi H6K5 "Mavis" et atterriraient sur le lac Tondano. Ce groupe est composé d'une unité de tir AT (10 hommes) armée d'un canon AT de 37 mm et d'une section médicale (11 hommes).
Le Mitsubishi G3M du 1er FNSD de Yokosuka volerait avec un intervalle de 1 500 m entre chaque compagnie, comprenant 10 avions pour la 1re et 2e compagnies et 8 avions pour la 3e compagnie. Chaque avion transporterait 12 parachutistes et sept conteneurs de fret, pour un largage prévu à une altitude de 150 m et à une vitesse de 190 km/h.

### Navires de la marine
Navires de la Marine impériale japonaise. Le convoi est escorté par le Contre-amiral Raizo Tanaka, comprenant:
- 2e flottille de destroyers
  - Croiseur léger Jintsu (navire amiral)
  - 8e division de destroyers (1re groupe): Oshio, Asashio
  - 15e division de destroyers: Natsushio, Kuroshio, Oyashio, Hayashio
  - 16e division de destroyers: Yukikaze, Tokitsukaze, Hatsukaze, Amatsukaze

L'armée de l'air japonaise était sous le commandement du Contre-amiral Ruitaro Fujita, comprenant:
- 11e division d'hydravions
  - Transport d'hydravions Chitose
  - Transport d'hydravions Mizuho
  - Patrouilleur P 39

La Force de base était sous le commandement du Contre-amiral Kyuji Kubo, comprenant:
- 1re Force de base
  - Croiseur léger Nagara (navire amiral)
  - Patrouilleurs P 1, P 2, P 34
- 21e division de dragueurs de mines
  - Dragueurs de mines W 7, W 8, W 9, W 11, W 12
- 1re division de chasseurs de sous-marins
  - Chasseurs de sous-marins - Ch 1, Ch 2, Ch 3

La Force de couverture était sous le commandement du Contre-amiral Takeo Takagi.
- 5e escadron de croiseurs
  - Croiseurs lourds Nachi (navire amiral), Haguro, Myoko
- 6e division de destroyers (2e groupe)
  - Destroyers Ikazuchi, Inazuma

## Débarquement sur Manado
L'unité de la Compagnie Menado — qui ne comptait que 188 hommes sous le commandement du capitaine W.F.J. Kroon, et de la Landstorm Compagnie, avec ses 200 hommes sous le commandement 1er du Lieutenant F. Masselink — n'ont pas suffi à s'opposer aux milliers de troupes japonaises qui menèrent l'assaut amphibie à 04 h 00 le 11 janvier 1942. Lorsque la défense échoua, les forces alliés battirent en retraite vers la forteresse de Tinoör, situé à environ 5 miles (8 km) à l'intérieur des terres. Après quelques combats sporadiques et en raison d'une mauvaise communication, la Compagnie Menado dut déménager à Koha au lieu de défendre Tinoör-line. Tinoör fut défendu par le Lieutenant Van de Laar de la Reserve Korps Oud Militairen (RK) appuyé par la Landstorm Compagnie du 1er Lieutenant Masselink. Les combats à Tinoör durèrent jusqu'à 15 h 00, heure à laquelle le KNIL dut battre en retraite par manque de munitions. 

## Débarquement sur Kema
La Reserve Korps Oud Militairen (RK) — sous le commandement du Lieutenant Radema — est responsable de la défense de Kema. Deux de ses brigades sont placées le long de la ligne de côte et une à son poste de commandement à Ajermadidihi. Le reste de la force doit défendre l'aérodrome de Mapanget, Likoepang (Likupang) et Bitoeng (Bitung).
Les débarquements à Kema commencent à 03 h 00 le 11 janvier. Arrivant rapidement, les navires de transport japonais quitte la zone peu de temps après. Lorsque Radema apprend le débarquement japonais, il ordonne immédiatement à ses troupes de se regrouper à Ajermadidih. Lorsque les premières troupes japonaises, dont trois chars, atteignent Ajermadidih à 09 h 00, Radema tente de stopper l'avance japonaise avec le peu de troupes disponibles. Face à la débâcle, il doit se retirer d'Ajermadidih où il prévoit de lancer une guerre de guérilla. Mais en raison du taux élevé de désertion des troupes indigènes, ce plan fut abandonné.

## Attaque aéroportée

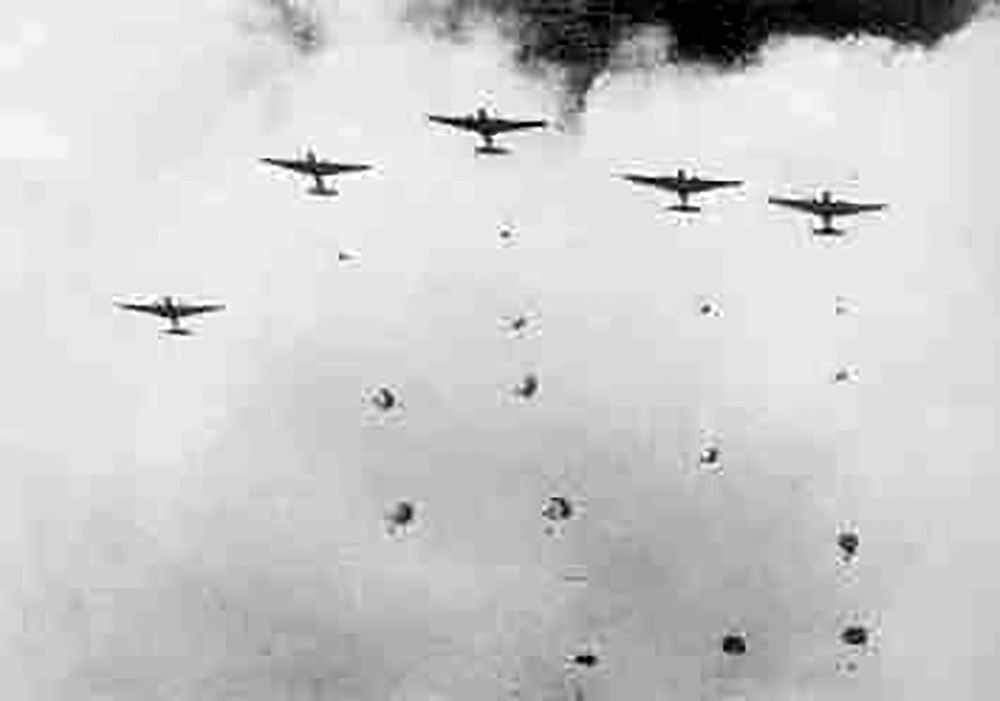
Avions japonais larguant des parachutistes à l'aérodrome de Langoan.

La défense du lac Tondano et de l'aérodrome de Longoan est sous la responsabilité du soi-disant Tactical Command Kakas commandé par le capitaine W.C. van den Berg. (Kakas est le nom d'un village près du lac Tondano.) L'aérodrome lui-même est défendu par les 41 brigades sous le commandement du 1er Lieutenant J.G. Wielinga. Cette unité est renforcée avec l'un des overvalwagens (voiture blindée). Wielinga est basé au kampong Langoan, où il tient 11 brigades en réserve, tandis que le reste de ses troupes et l'overvalwagen sont placés sur l'aérodrome, emmenés par le sergent-major H.J. Robbemond.

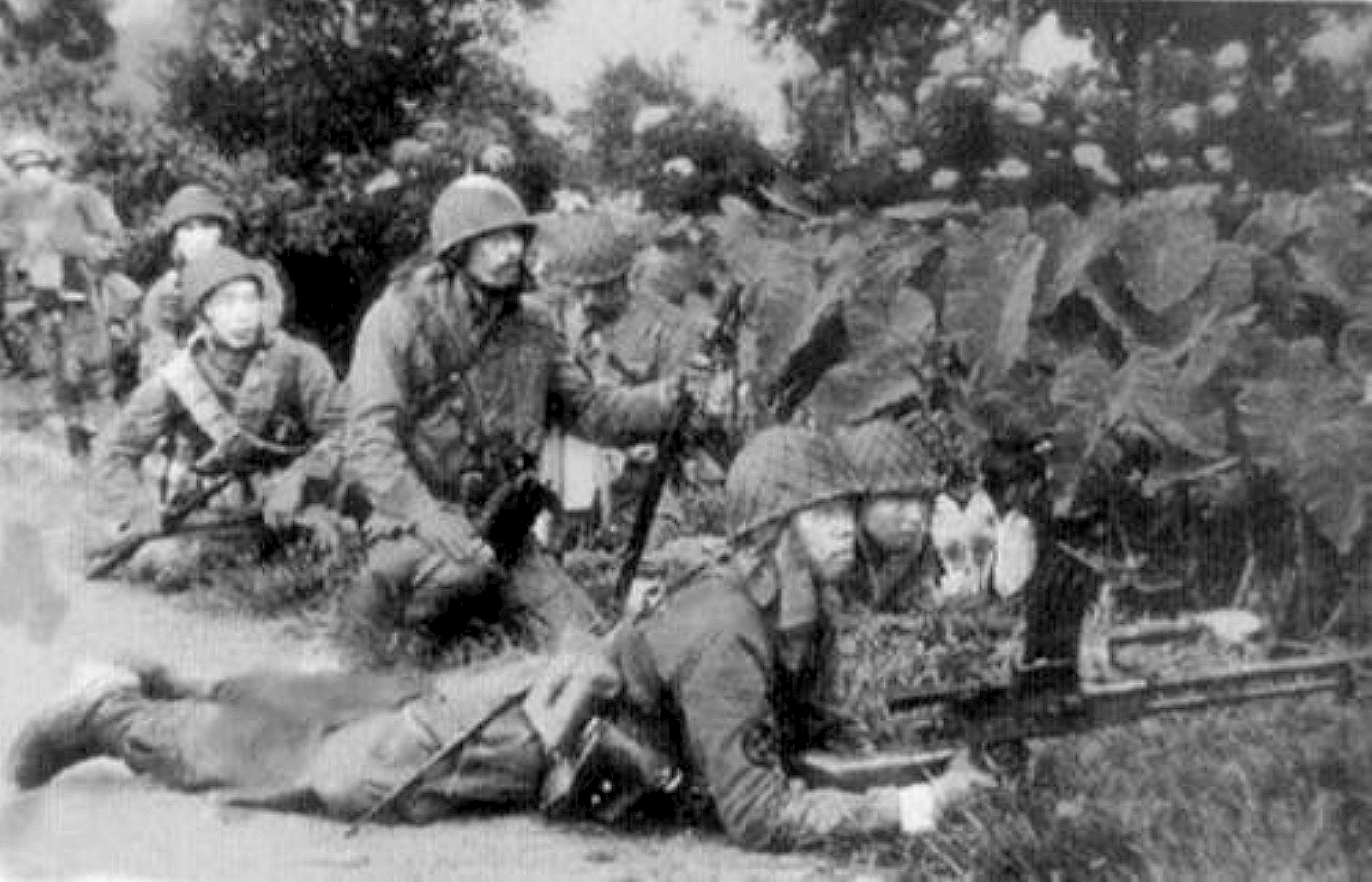
Parachutistes japonais attaquant les troupes néerlandaises à l'aérodrome de Longoan.

Peu après 09 h 00 le 12 janvier, 334 parachutistes japonais sont largués aux abords de l'aérodrome. Ayant entendu leurs arrivées, le capitaine van den Berg ordonne aux deux autres overvalwagens d'attaquer l'aérodrome. Bien qu'ayant subit des lourdes pertes, les parachutistes japonais réussissent à capturer l'aérodrome de Langoan. Par vengeance, les japonais exécutèrent un grand nombre de prisonniers de guerre du KNIL. Sachant la bataille perdue, van den Berg ordonne à ses troupes restantes de se retirer à l'intérieur des terres et de déclencher une guérilla.

## Guerre de guérilla

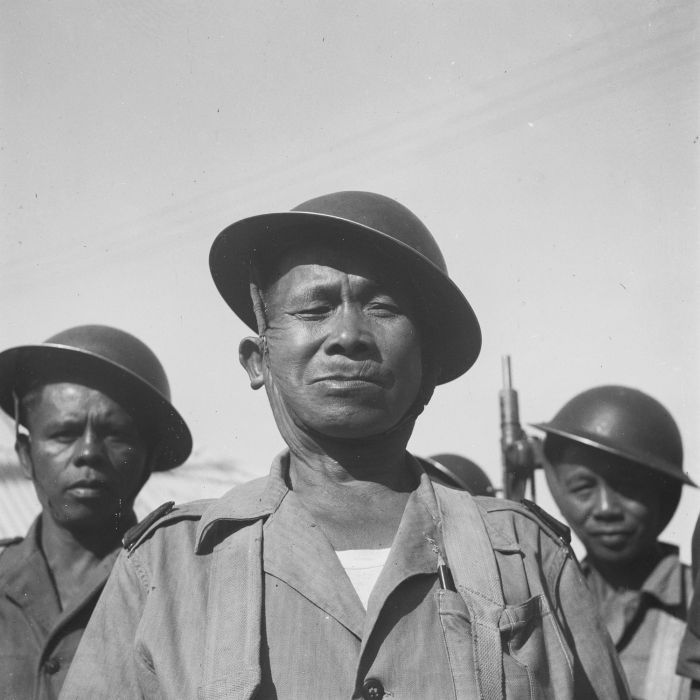
Troupes de réserve indigènes de Minahasa.

Dans plusieurs endroits, les forces restantes du KNIL tentèrent de lancer une guérilla contre les envahisseurs japonais. Le Capitaine Kroon rassembla de ce qui restait de la Menado Compagnie (une cinquantaine d'hommes) et se retira vers Kembes, dans l'espoir de lancer une guérilla active depuis cet endroit. En raison des désertions régulières de ses soldats indigènes, il atteint Kembes avec seulement neuf hommes, qui furent par ailleurs faits prisonniers par les Japonais à leurs arrivées. Tous les hommes européens, à l'exception de Kroon, furent exécutés à Langoan le 16 janvier.

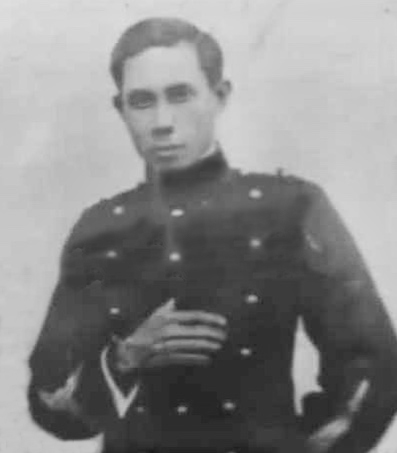
Johan Meliezer

Le sergent Johan Meliëzer du E-Company refusa la reddition et forma une force de guérilla avec quinze de ses hommes. Le 8 février, ils attaquèrent une unité japonaise à Kanejan. Les combats durèrent toute la journée et la contre-attaque japonaise échoua. Outragés, les Japonais mirent le feu près de Kampung et exécutèrent cinq civils (dont deux femmes). Le 12 février, ils revinrent avec des renforts, capturant avec  force le sergent Meliëzer, qui fut également exécuté à Langoan avec douze de ses hommes.
Le capitaine van den Berg et son groupe sont faits prisonniers le 20 février. Son groupe, composé de retraités, a attaqué les unités japonaises à plusieurs reprises en leur infligeant de lourdes pertes. Par respect pour leurs âges et leurs esprits combatifs, le commandant japonais épargna leurs vies.

## Capture de Kendari
Kendari est une petite ville au sud-est de Célèbes, située face à la mer de Banda, à Mollucas (Moluques). La ville est une position importante pour les japonais, pouvant devenir une base aérienne à partir de laquelle les bombardiers et les avions peuvent attaquer Soerabaja et Kupang, au Timor occidental. Soerabaja est la principale base navale hollandaise dans les Indes néerlandaises.
Après la sécurisation de Manado, dans la nuit du 23 au 24 janvier 1942, la FCD de Sasebo se déplace vers le sud et atteint le nord de Kendari. L'aérodrome de Kendari est rapidement sécurisé face à peu de résistance. Dans la soirée du 24 janvier, Kendari fut entièrement occupé. La plupart des 400 troupes du KNIL dirigées par le capitaine F.B. van Straalen furent capturés par des japonais.
La base aérienne de Kendari devient alors la base de l'opération de la 21e flottille aérienne japonaise. Légèrement au sud de Kendari, une base navale principale à Staring-baai (en) est construite, devenant un important point de contrôle de ravitaillement dans cette zone. Les bombardiers impliqués dans le bombardement de Darwin (février 1942) furent transportés par avion depuis Kendari.